# Loire-Authion
Loire-Authion è un comune francese di nuova costituzione sito nel dipartimento di Maine e Loira, arrondissement di Angers, creato il 1º gennaio 2016 con la fusione dei comuni di Andard, Bauné, La Bohalle, Brain-sur-l'Authion, Corné, La Daguenière e Saint-Mathurin-sur-Loire.

## Geografia
È situato a est dell'agglomerato di Angers, nella parte inferiore della valle dell'Authion, dalla Loira a sud fino alle prime colline del Baugeois a nord.
La sua altitudine varia da 15 metri (Brain-sur-l'Authion) a 76 metri (Bauné).

## Toponimia
Il nome del comune associa i due dei corsi d'acqua che vi giocano un ruolo maggiore: a sud, la Loira e, più a nord, l'Authion, che scorre parallelamente e drena le basse praterie dei vecchi comuni.